# Epitaph für Johann von Schönenberg

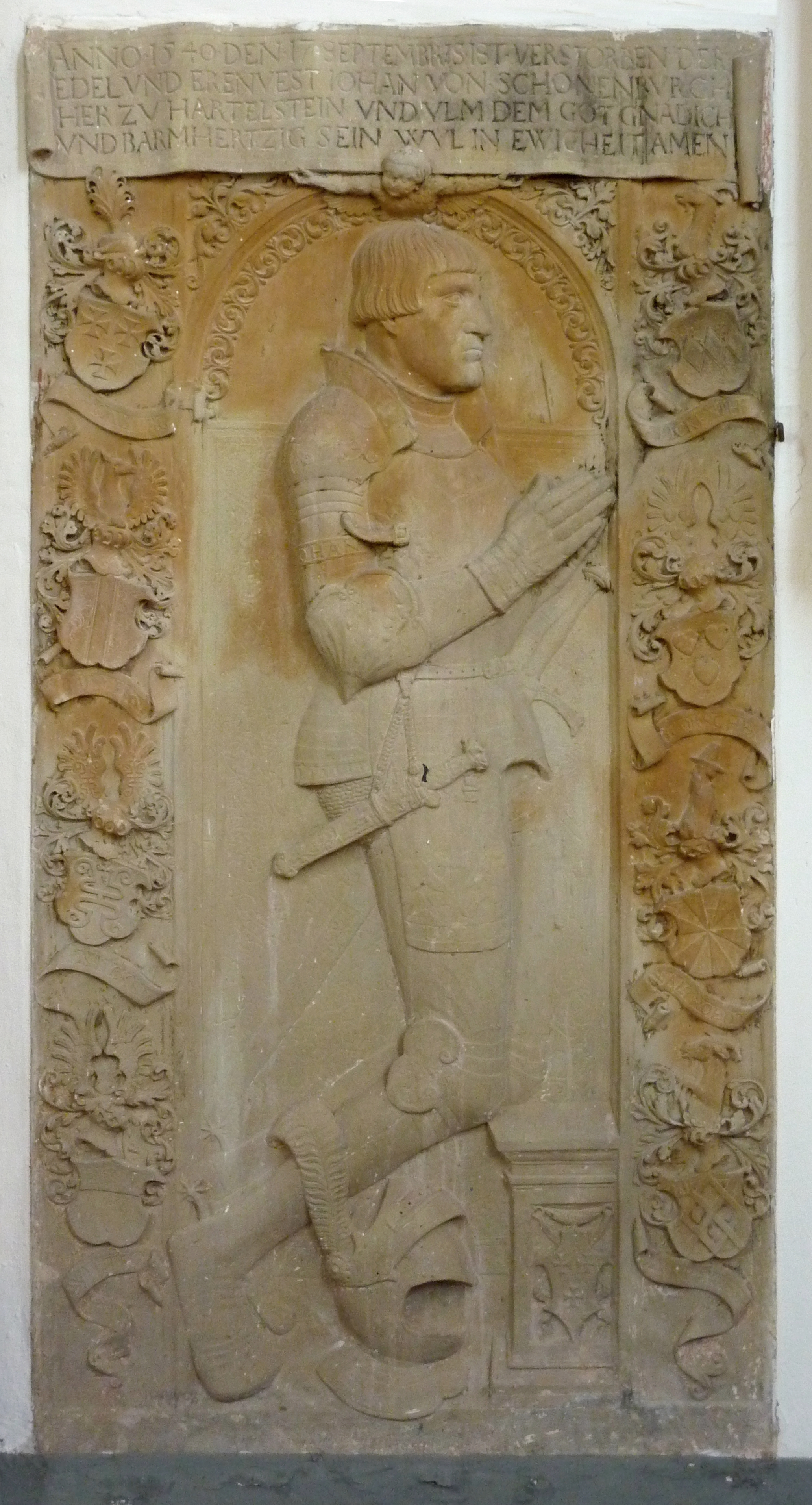
Epitaph für Johann von Schönenberg

Das Epitaph für Johann von Schönenberg in der Stiftskirche in Kyllburg, einer Stadt im Eifelkreis Bitburg-Prüm in Rheinland-Pfalz, wurde nach 1540 geschaffen. Das Epitaph im Chor, links neben dem Sakramentshäuschen, ist als Teil der Kirchenausstattung ein geschütztes Kulturdenkmal. Das Epitaph aus grauem Sandstein ist 2,10 Meter hoch und 1,06 Meter breit.
Der im Jahr 1540 verstorbene Johann von Schönenberg war der Vater der Bischöfe Georg von Schönenberg und Johann VII. von Schönenberg.
Johann von Schönenberg, Herr zu Hartelstein und Ulmen, wird als Ritter in Rüstung mit gefalteten Händen auf einer Bank kniend dargestellt, der Helm liegt zu seinen Füßen. An den Seiten sind je vier Ahnenwappen zu sehen. Links: von Schönenberg, von der Leyen, von DVRCKEIM, von Wiltz. Rechts: von NEICKENICH, von Bourscheid, WALTPOEDT (zu Ulmen), von KRVEFF. Auf der Kniebank ist ein Wappenschild mit drei Tatzenkreuzen angebracht.  
Die Inschrift lautet:
ANNO 1540 DEN 17. SEPTEMBRIS IST VERSTORBEN DER

EDEL VND ERENVEST JOHAN VON SCHONENBVRGH

HER ZV HARTELSTEIN VND VLM, DEM GOT GNADICH

VND BARMHERTZIG SEIN WVL IN EWIGHEIT AMEN.